# Fischscheuchanlage
Eine Fischscheuchanlage dient dazu, die innerhalb eines Gewässers lebenden Fische aus einem bestimmten Bereich fernzuhalten, in dem sie nicht erwünscht sind oder Gefahr für sie besteht. Insbesondere bei Querbauwerken in Wasserläufen, beispielsweise bei Wasserkraftwerken oder Schöpfwerken, wird zum Schutz der Fische häufig parallel zum Treibgutrechen eine Fischscheuchanlage installiert.

## Elektrische Fischscheuchung

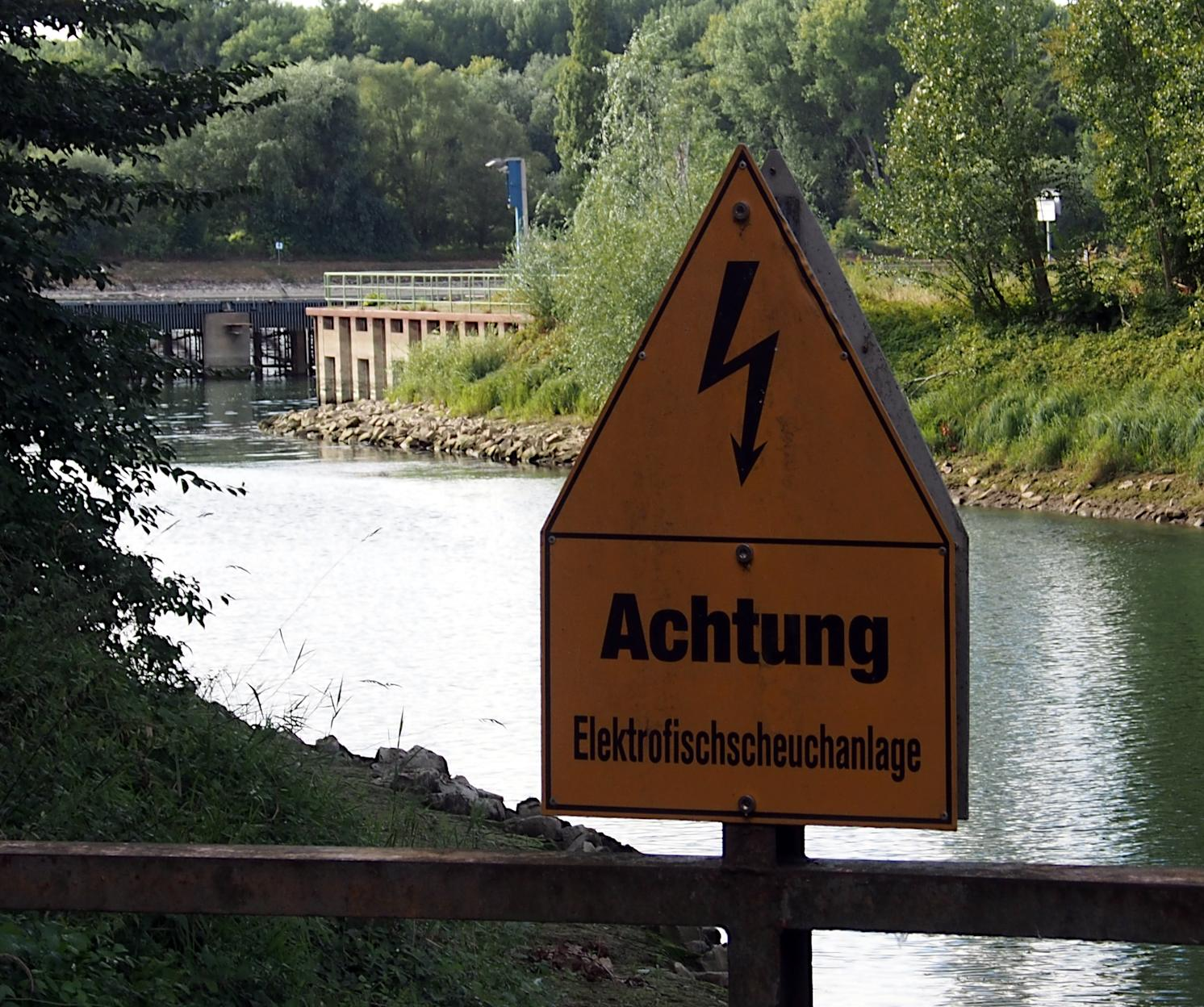
Warnschild bei einer Anlage

Eine elektrische Fischscheuchanlage erzeugt mit in das Gewässer eingetauchten Elektroden ein elektrisches Impulsfeld – das Scheuchfeld –, das Fische verscheuchen soll. Dazu werden Impulse im Millisekundenbereich mit zufällig wechselnder Abfolge und Frequenz (gegen Gewöhnungseffekte) und einer Stromdichte von mindestens 2,56 µA pro Quadratmillimeter Wasserquerschnitt erzeugt. Der Körper eines Fisches, der sich in dem Scheuchfeld befindet, wird von dem Strom durchflossen, der damit auf den Fisch wirkt. Der Strom wird so angelegt, dass er möglichst längs zur Fließrichtung des Wassers fließt. Da sich Fische in der Regel längs zur Strömung stellen, fließt der Strom somit eine längere Strecke durch den Körper des Fisches und der Effekt ist stärker.
Bei hohen Flussgeschwindigkeiten sind die Anlagen nicht mehr wirksam, weswegen sie in Deutschland nur bei Flussgeschwindigkeiten von unter 0,3 m/s erlaubt sind.
Bei den Anlagen wird (in Deutschland) mit Warnschildern vor der Gefahr eines elektrischen Schlages gewarnt.
Solche Anlagen werden z. B. am Zufluss zu Wasserturbinen oder der Kühlwasserentnahmestelle von Kraftwerken eingesetzt.

## Optische Fischscheuchung
Eine schonendere Möglichkeit zur Fischverscheuchung besteht in der Anwendung optischer Reize. Durch stroboskopähnliche Blitze können viele Fischarten (z. B. Maifisch, Sardelle, Barsch) erfolgreich vertrieben werden.
Optische Fischscheuchanlagen erzeugen mittels Blitzröhren oder Hochleistungs-LEDs Blitze im Frequenzbereich zwischen 1 und 20 Hz. Die Leuchtkörper müssen in ausreichender Anzahl installiert werden, um bei allen Wassertrübungen ausreichend erkannt zu werden.

## Akustische Fischscheuchung
Akustische Scheuchanlagen vertreiben Fische durch den Einsatz von Infraschall-Unterwasserlautsprechern. Eine derartige Anlage wird beispielsweise in Tihange (Belgien) eingesetzt. Die niedrigen Frequenzen weisen eine hohe Scheuchwirkung bei karpfenartigen Fischen auf, z. B. Rotauge, Brasse, Ukelei. Auch die Wirkung auf Aal und Lachs ist belegt.
Man erwartet ebenfalls hohe Scheuchwirkungen bei anderen Fischarten, da alle FFH-relevanten Fischarten Infraschall wahrnehmen.
Weitere akustische Scheuchanlagen wurden im Hydrolabor Schleusingen der Bauhaus-Universität Weimar, gefördert durch die Deutsche Bundesstiftung Umwelt, erprobt.